# Застава победе над Рајхстагом
Застава победе над Рајхстагом (у неким изворима — Црвена застава над Рајхстагом) јесте фотографија совјетског ратног дописника Јевгенија Халдеја, снимљена на крову зграде нацистичког парламента Рајхстаг. Фотографија се нашироко користи за илустрацију победе Совјетског Савеза у Великом отаџбинском рату. Фотографије ове серије су међу најчешћим фотографијама Другог светског рата.
Застава победе, како је Руси називају, заправо је застава совјетске 150. ударне стрељачке дивизије коју су црвеноармејци Алексеј Берест, Михаил Егоров и Мелитон Кантарија 1. маја 1945. године, усред крвавих окршаја за Берлин, тријумфално поставили на зграду Рајхстага.
Према службеној верзији, ово је било прво постављање заставе на Рајхстаг, мада су дан пре њих то учинили поручник Рахимжан Кошкарбајев и војници Григори Булатов и Михаил Минин.
Знамен победе је до данас остала званични симбол победе совјетског народа и његових оружаних снага над нацистичком Немачком у Великом отаџбинском рату од 1941. до 1945. године. То је и један од државних симбола Руске Федерације.